# 亮叶崖豆藤
亮叶崖豆藤（学名：Millettia nitida）为豆科崖豆藤属下的一个种。

## 扩展阅读
- 維基物種上的相關：亮叶崖豆藤